# Drehorgel

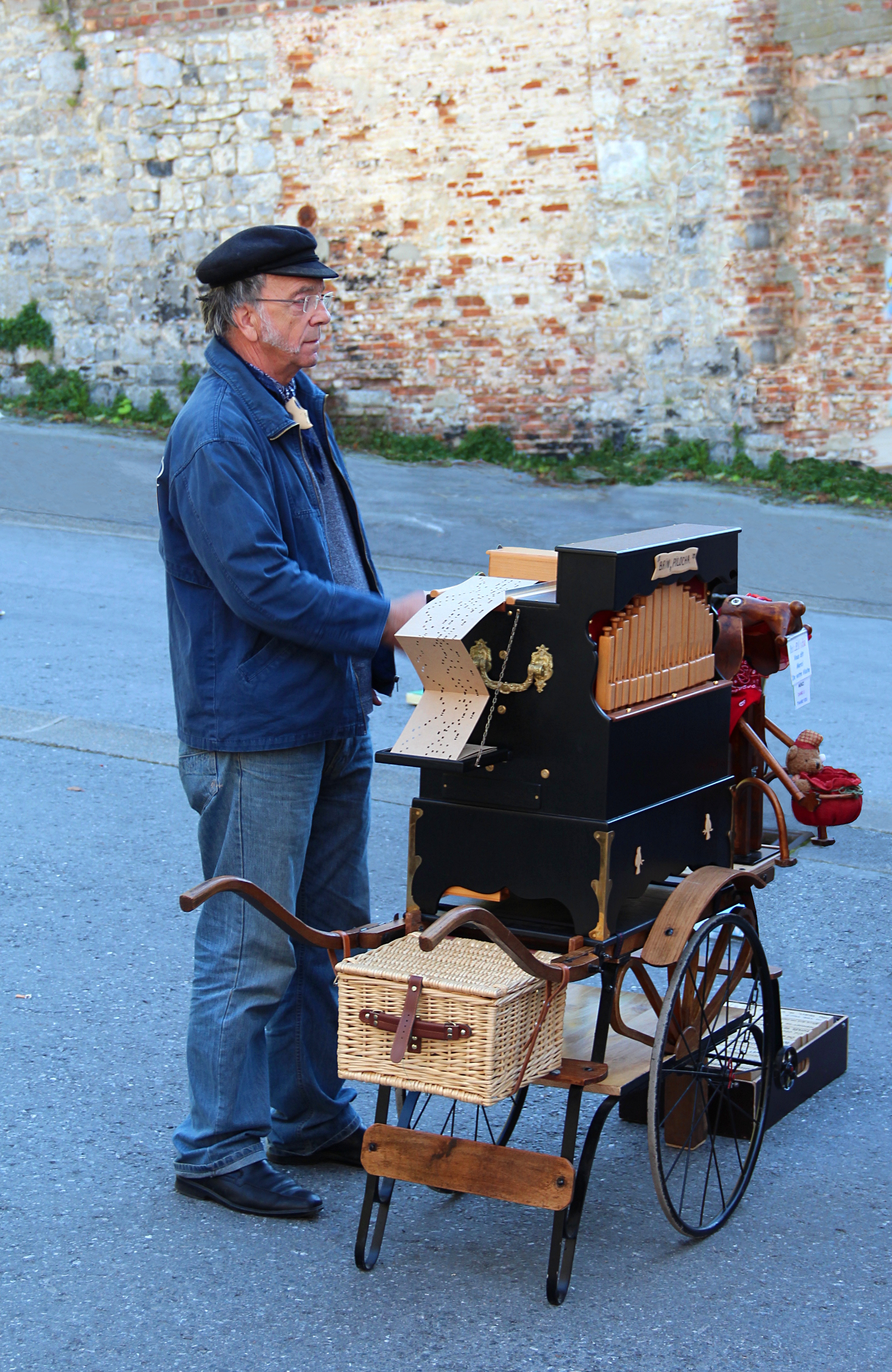
Drehorgelspieler in Dinant (Belgien)

Eine Drehorgel, auch Leierkasten (aber niemals Drehleier) genannt, ist ein mechanisches Musikinstrument aus der Familie der Orgeln. Der Spieler einer Drehorgel, volkstümlich in Norddeutschland Leierkastenmann, in Österreich Werkelmann genannt, betätigt eine Kurbel, die ein Steuersystem im Innern des Instrumentes in Bewegung setzt, sodass die Orgelpfeifen das auf einer Orgelwalze, einem Papierstreifen, einem Faltkarton oder in einer MIDI-Datei gespeicherte Musikstück abspielen.
Der Drehorgel ähnlich, aber größer, ist die Jahrmarktsorgel.

## Geschichte

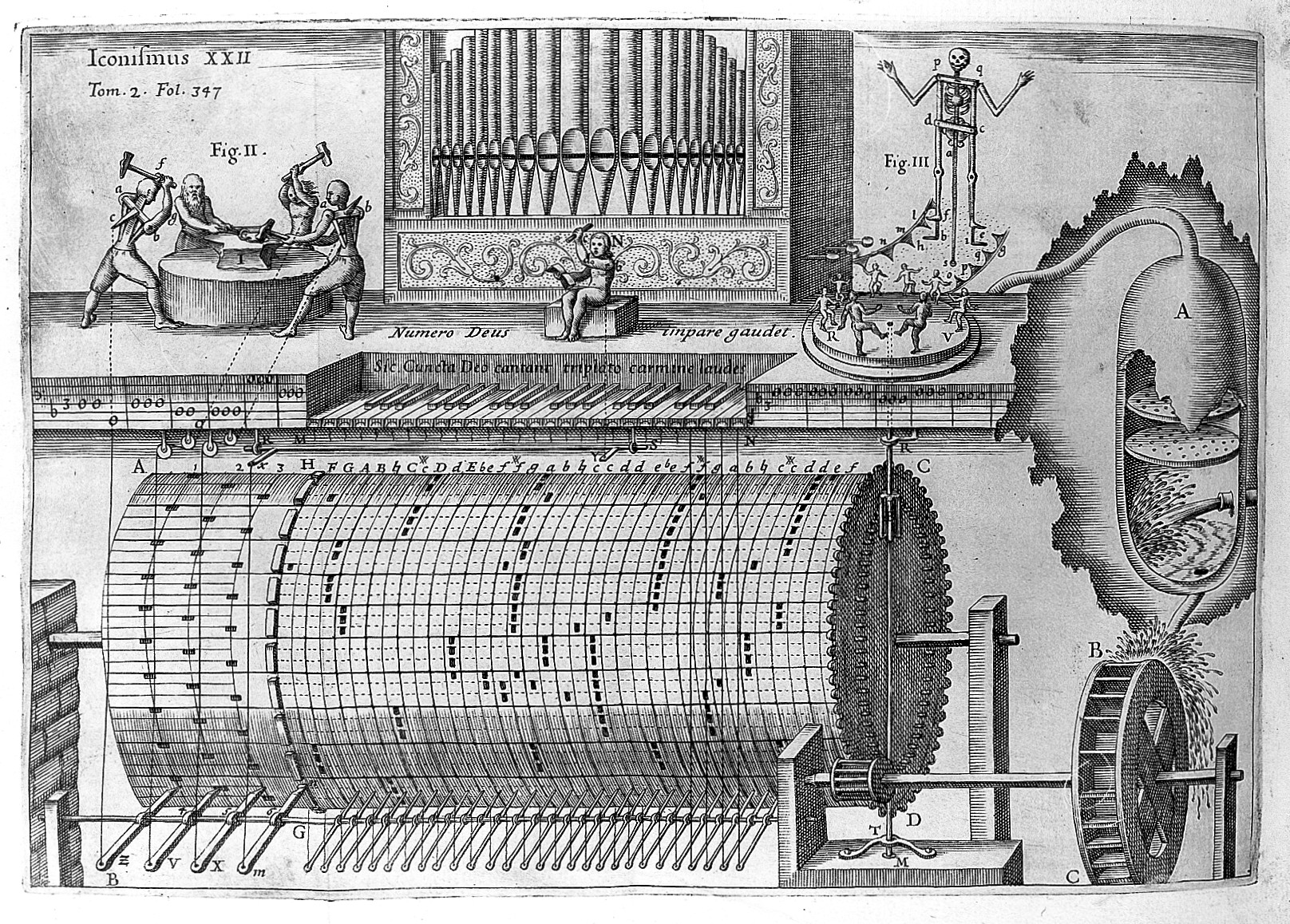
Illustration Kirchers einer hydraulisch betriebenen Walzenorgel

Ein frühes Dokument, das eine Orgel mit Stiftwalze beschreibt, befindet sich im päpstlichen Kirchenmuseum; es wurde vom deutschen Jesuitenpater Athanasius Kircher verfasst. Seine Urheberschaft ist indes nicht geklärt.

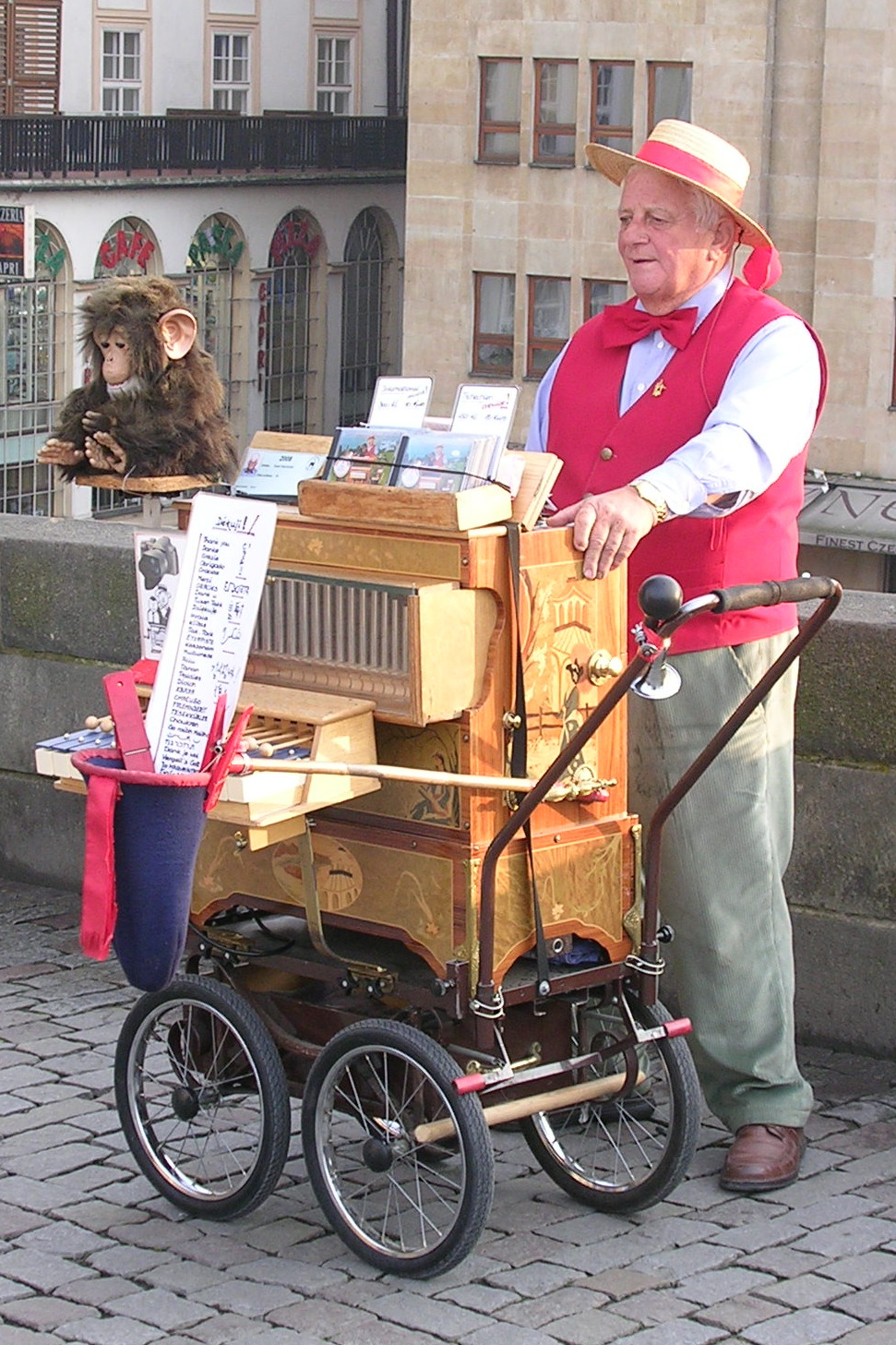
Drehorgelspieler in Prag (2008)

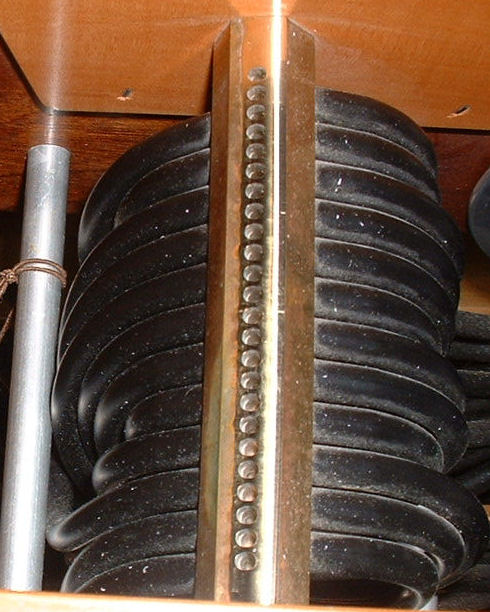
Lochleiste – Gleitblock

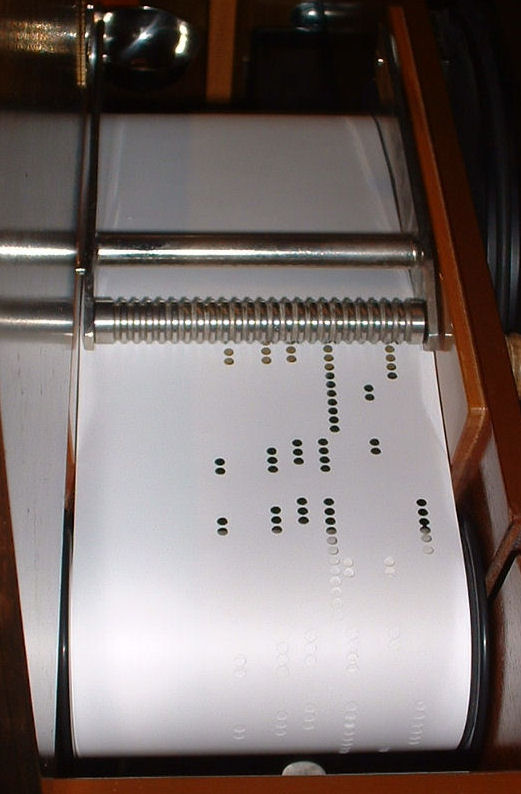
Lochband im Spieltisch

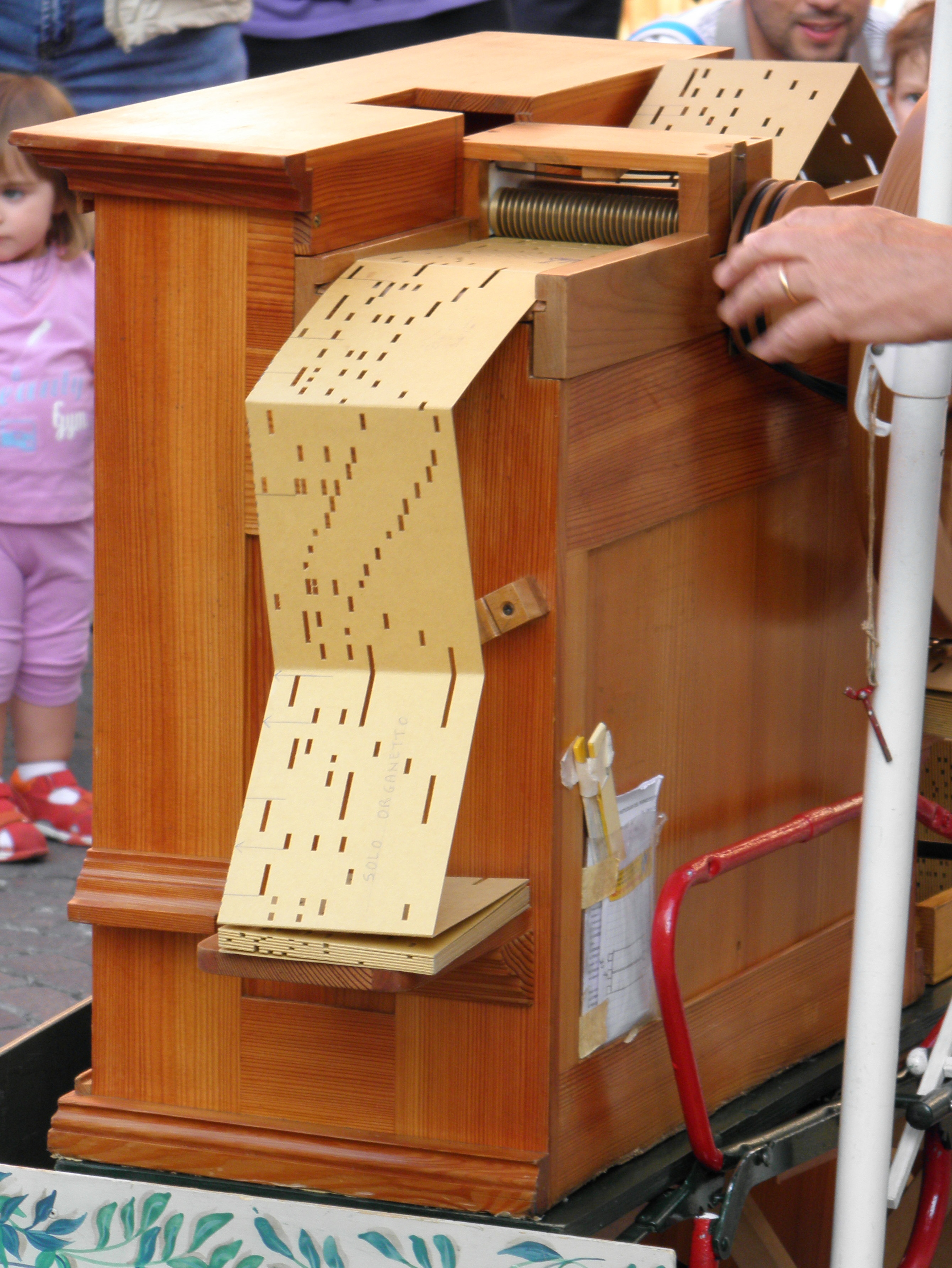
Orgelbuch mit kodierter Musik in Verwendung

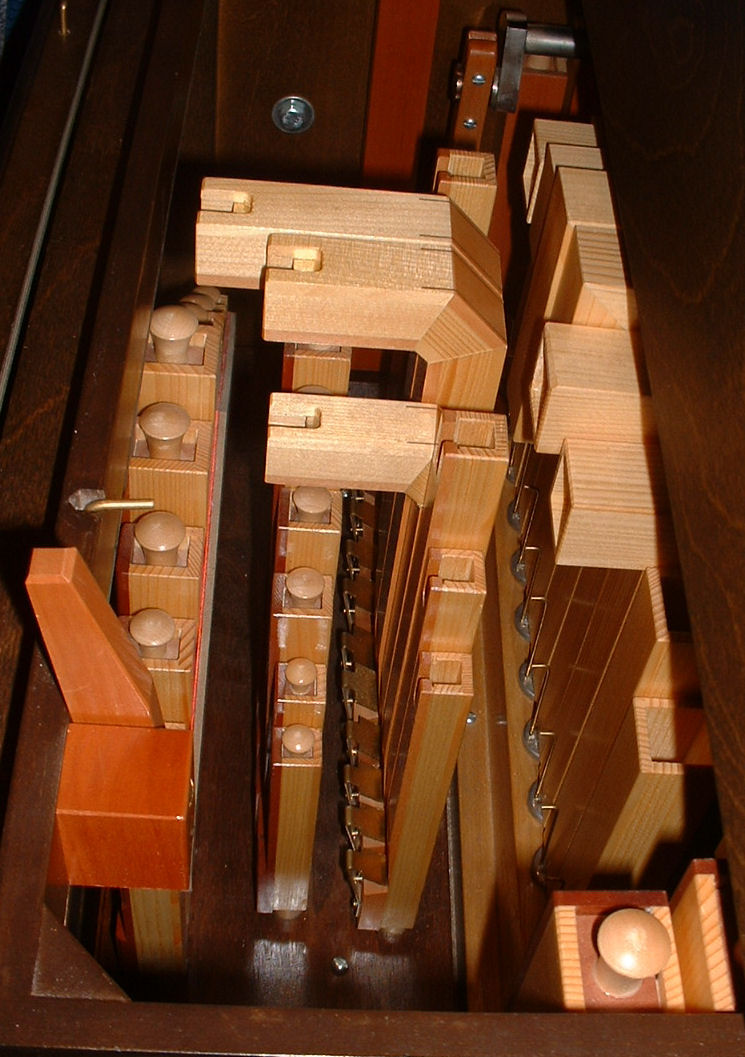
Pfeifenwerk – vier unterschiedliche Register

Nachweislich seit Beginn des 18. Jahrhunderts ist die Drehorgel in allen Ländern Europas als Instrument der Straßenmusiker und Gaukler, aber auch – namentlich in England und Frankreich – als Kirchen- und Saloninstrument bekannt. Bänkelsänger benutzten ebenfalls eine Drehorgel. Viele Drehorgelspieler platzieren einen Plüsch-Affen bei ihrem Instrument. Dies soll an die Zeit erinnern, als umherziehende Musikanten oft von einem Kapuzineraffen oder Rhesusaffen begleitet wurden. Das Äffchen war eine zusätzliche Attraktion – besonders für die Kinder – und hatte meist die Aufgabe, Münzen bei den Umstehenden einzusammeln.
Die Drehorgeln wurden anfänglich von Orgelwerkstätten gebaut, später entstanden Manufakturen, die sich nur um die „kleinen Schwestern“ des Kirchenmusikinstruments kümmerten.
Eine Variante der Drehorgel war die griechische Laterna, die im 19. Jahrhundert und bis Anfang des 20. Jahrhunderts von Yiftoi (Roma-Musikern) gespielt wurde. Die Yiftoi schlugen zur Begleitung die Rahmentrommel mit Schellenkranz Daira. Die Alleinunterhalter mit Laterna traten besonders in den Hafenstädten der Levante auf Marktplätzen auf, manchmal in Begleitung von Frau oder Tochter, die als Tänzerin agierten, oder sie führten einen Tanzbären mit sich.
In Frankreich heißt das Musikinstrument Orgue de Barbarie, was auf den ersten bekannten Hersteller zurückgeführt wird: der Italiener Giovanni Barberi aus Modena führte diese kleine transportable Orgel 1702 erstmals vor.

## Technik
Der Aufbau der Drehorgel entspricht im Prinzip einer stationären Pfeifenorgel. Sie besteht aus einem Gehäuse, in dem das Pfeifenwerk, das Balgwerk, die Windlade und die Spieleinrichtung untergebracht sind. Mit Hilfe einer Kurbel oder eines Schwungrades wird über eine Pleuelstange der mit Leder bezogene Schöpfbalg betätigt, der den Wind erzeugt. Der Wind wird in einem Magazinbalg gespeichert, beruhigt und mit Federkraft auf einen konstanten Druck gebracht. Auch Wasserkraft wurde gelegentlich zum Betreiben größerer Drehorgeln genutzt (z. B. Schloss Hellbrunn, Villa d’Este und Wasserorgel Wilhelmshöhe).
Über der Windlade, die eine Vielzahl von Ventilen enthält, steht das Pfeifenwerk. Jedem Ventil ist ein Ton (eine Pfeife oder mehrere Pfeifen unterschiedlicher Bauart) zugeordnet. Die Zahl der Töne kann bei Drehorgeln unterschiedlich sein (etwa von 12 bis 45). Diese Ventile werden durch die Spieleinrichtung angesteuert. Dies kann pneumatisch, mechanisch oder elektromagnetisch geschehen. Die Pfeifen sind denen einer Kirchenorgel ähnlich; üblicherweise werden entweder ausschließlich Labialpfeifen oder nur Zungenpfeifen (bei einer Zungenorgel) verwendet, da sich dadurch auch beim üblichen Freiluftspiel das ganze Pfeifenwerk nicht allzu sehr in sich verstimmt.
Im Gegensatz zu einer manuell spielbaren Orgel übernimmt ein Programmträger die Ansteuerung der Töne, dieser befindet sich in der Spieleinrichtung. Die älteste Form des Programmträgers ist die Stiftwalze, die seit dem Altertum bekannt ist. Eine Stiftwalze (meist auswechselbar) kann bis zu zwölf Musikstücke (verbreitet sind sechs bis acht) enthalten. Die Lauflänge des Musikstückes ist durch den Walzenumfang begrenzt.
Anfang des 20. Jahrhunderts haben das Lochband und die Lochkarte die Stiftwalze abgelöst. Seit Beginn der 1980er Jahre sind immer häufiger elektronische Steuerungen in Gebrauch, im Allgemeinen unter Microchip bekannt. Die Musikstücke werden dabei in proprietären Formaten, neuerdings in der Regel als MIDI-Dateien auf Speicherkarten abgelegt. Bei Lochbändern oder Lochkarten (beides austauschbar) sowie elektronischen Steuerungen ist die Spieldauer fast unbegrenzt.
Durch die Drehbewegung der Kurbel wird bei mechanischer oder pneumatischer Steuerung auch der Programmträger bewegt.
Durch Änderung der Spielgeschwindigkeit, Einwirkung auf den Winddruck sowie den Einsatz von verschiedenen Klangfarben (Registern) bei größeren Instrumenten (siehe auch Register (Orgel)) ist ein interpretierendes Darstellen der Musik auf mechanisch und pneumatisch gesteuerten Drehorgeln in begrenztem Umfang möglich.
Stand der Technik für elektronische Steuerungen ist die Steuerung der Wiedergabegeschwindigkeit des Musikstücks durch die Veränderung der Drehgeschwindigkeit der Kurbel. Einfacheren elektronischen Steuerungen fehlt diese Möglichkeit – die Abspielgeschwindigkeit ist immer gleich, egal ob die Kurbel langsam oder schnell bewegt wird. Elektronisch gesteuerte Drehorgeln können über Funk oder per Kabel synchronisiert werden. Dabei spielen alle Orgeln entweder dieselben Noten des Musikstückes, oder sie übernehmen einzelne Teile einer Art Orchesterpartitur. Darüber entscheidet die Kunst des Arrangeurs oder Programmierers. Die Wiedergabe erfordert kein musikalisches Können des Orgeldrehers. Dagegen setzt das Synchronspiel mit zwei oder mehreren lochbandgesteuerten Drehorgeln des gleichen Bautyps Übung und Können gepaart mit Musikalität und Rhythmusgefühl voraus. Hierfür sind gleiche oder entsprechend gefertigte Lochbänder am Markt erhältlich.

## Bekannte Drehorgelhersteller (Auswahl)

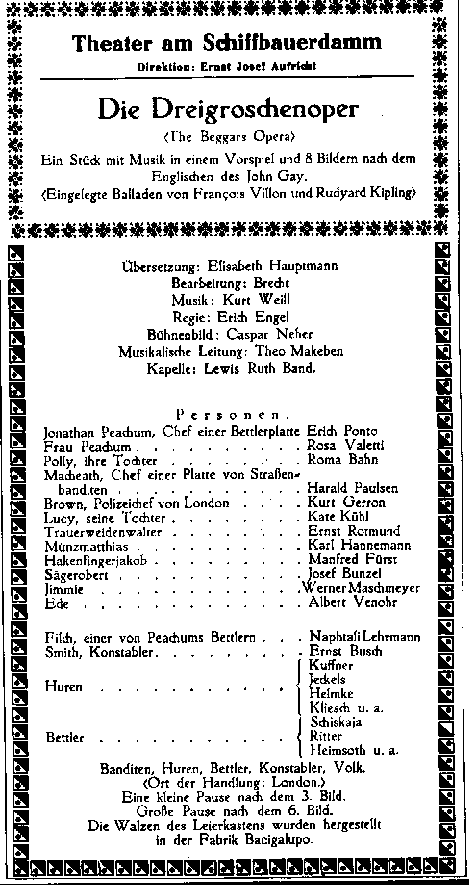
Walzen von Bacigalupo mit der Musik von Kurt Weill im Einsatz bei der Uraufführung der Dreigroschenoper 1928

Die Namen der Hersteller finden sich meist auf Schildern und schön gestalteten Schriftzügen an der Vorderseite der Orgelkästen. Auch an den Walzen oder anderen inneren Bauteilen sind Hinweise auf den/die Hersteller zu entdecken, beispielsweise ein vierstelliger Stempelaufdruck. Manchmal hat auch der Programmierer einen Musikzettel in den Orgelkasten eingefügt, auf dem die Werkstatt verzeichnet ist. – Die folgende Aufzählung ist nach dem Nachnamen des Produzenten geordnet und enthält auch nicht mehr aktive Werkstätten.
- Bacigalupo, Orgel-Fabrik, Berlin N, Schönhauser Allee[4]; Produktion eingestellt
- Drehorgelbau Blüml, Grassau[5]; Produktion eingestellt
- K. Böttcher (19. Jahrhundert bis in die 1920er Jahre), Berlin-Friedrichshain, Fruchtstraße 26[6]
- Deleika GmbH, Dinkelsbühl[7]
- Orgelbau Fischer, Bad Wimpfen[8]
- Orgelbaumeister Hofbauer, Göttingen; Haupthersteller von Harmonipane(n)[9]
- Edi Hoffmann, Pfullendorf
- W. F. Holl, 1888 gegründet; später Holl und Sohn, Berlin-Friedrichshain, Fruchtstraße 36a[10] und Bremen; Instrument als Harmonipan bezeichnet[4]; Produktion eingestellt
- Jäger & Brommer, Waldkirch[11]
- Paul Kahl, Orgelbau Berlin 112[4]; Produktion eingestellt
- Hans-Peter Kyburz, Oberentfelden, Schweiz[12]
- Raffin Orgelbau, 1960 gegründet, Überlingen[13]
- Drehorgelbau Willi Schlemmer, Balingen, von Deleika übernommen[14]
- Axel Stüber, Orgelbau, Berlin-Biesdorf; eines der historischen Instrumente wurde Violino-Pan genannt[15][16]
- Thüringer Musikantenschmiede Gilbert Watterott, Hausen[17]
- Christian Wittmann Orgelbau, Wolfsgraben[18]

## Auftritte

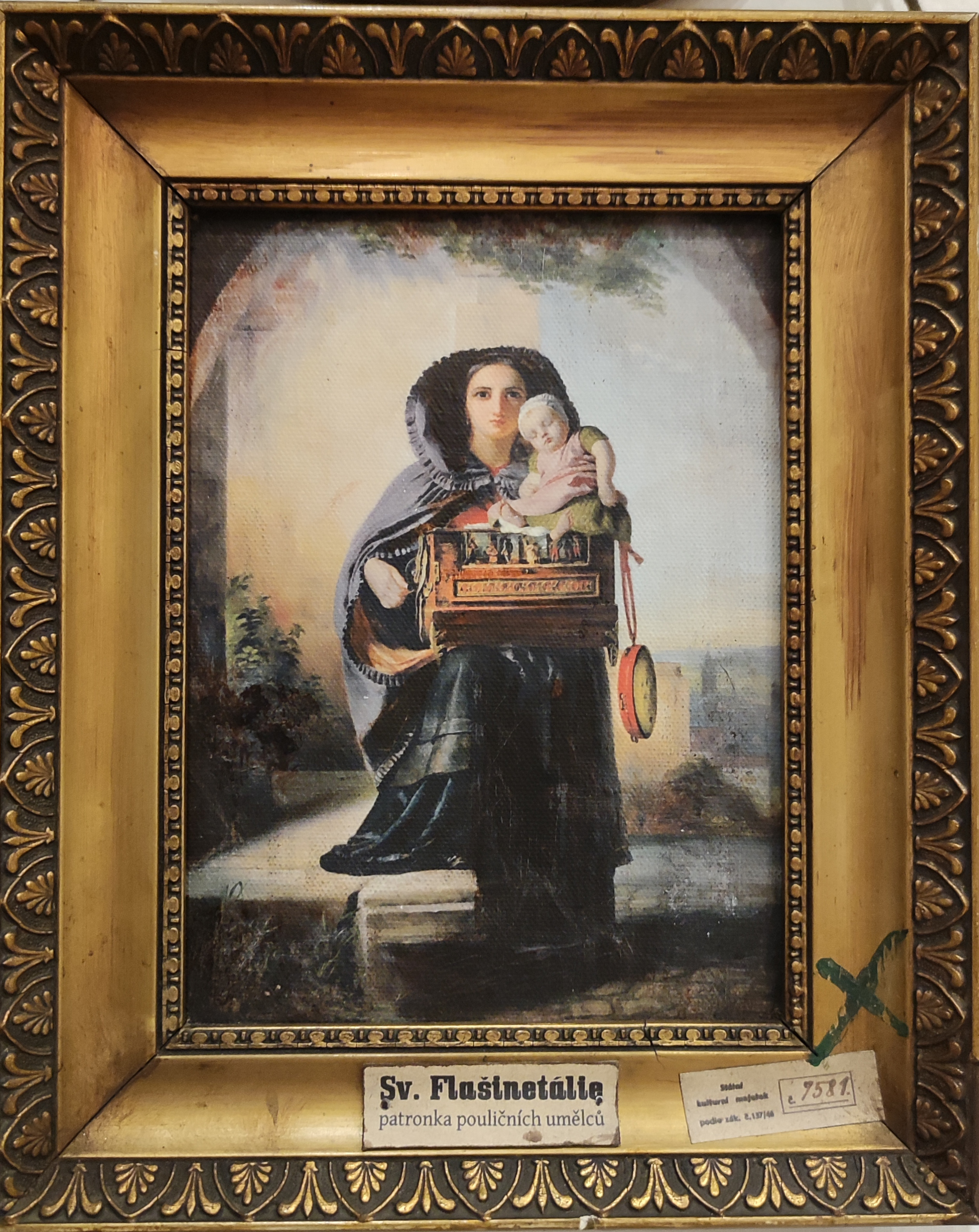
Heilige Flašinetálie, Schutzpatronin der Straßenkünstler, Prag, Tschechische Republik

In ganz Europa treten Drehorgelspieler (in Österreich auch Werkelmann genannt) – insbesondere während besonderer „Drehorgeltage“ – öffentlich auf. Viele Drehorgelspieler können auch von Privatpersonen engagiert werden.
Der Franzose Pierre Charial hat Ende der 1990er Jahre gezeigt, dass das Instrument auch im Jazz und sogar in der Neuen Musik einsetzbar ist.
In Berlin gibt es seit 1979 auf dem Breitscheidplatz ein Internationales Drehorgelfest. Im Juni 2017 beteiligten sich daran mehr als 120 Leierkastenmänner bzw. Leierkastenfrauen. Der Berliner Drehorgelbauer Axel Stüber beantragte Ende November 2017, die Leierkastenmusik als Weltkulturerbe anzuerkennen.